# Аркон (коммуна)
Арко́н (фр. Arcomps) — коммуна во Франции, находится в регионе Центр. Департамент — Шер. Входит в состав кантона Сользе-ле-Потье. Округ коммуны — Сент-Аман-Монтрон.
Код INSEE коммуны — 18009.

## География

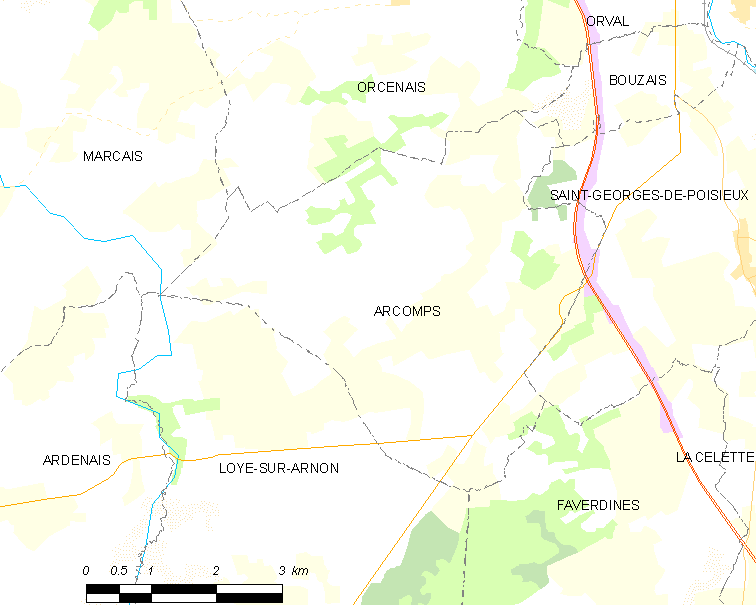
Карта коммуны

Коммуна расположена приблизительно в 250 км к югу от Парижа, в 145 км южнее Орлеана, в 50 км к югу от Буржа.
На территории коммуны берут начало несколько небольших притоков реки Шер.

## Население
Население коммуны на 2008 год составляло 294 человека.
| 1962 | 1968 | 1975 | 1982 | 1990 | 1999 | 2008 |
| ---- | ---- | ---- | ---- | ---- | ---- | ---- |
| 270  | 344  | 347  | 310  | 287  | 286  | 294  |

## Администрация
| Период | Период | Фамилия         | Партия | Примечания |
| ------ | ------ | --------------- | ------ | ---------- |
| 2001   | 2008   | Андре Гуэн      |        |            |
| 2008   | 2014   | Паскаль Алеонар |        |            |

## Экономика
Основу экономики составляют лесное и сельское хозяйство.
В 2007 году среди 178 человек в трудоспособном возрасте (15-64 лет) 121 были экономически активными, 57 — неактивными (показатель активности — 68,0 %, в 1999 году было 78,2 %). Из 121 активных работали 104 человека (57 мужчин и 47 женщин), безработных было 17 (10 мужчин и 7 женщин). Среди 57 неактивных 12 человек были учениками или студентами, 25 — пенсионерами, 20 были неактивными по другим причинам.

## Достопримечательности
- Старая церковь Сен-Мартен, ныне здание фермы
- Замок Турат
- Древний каменный крест